# 廖雅玉
廖雅玉，臺灣女性新聞主播、節目製作人及記者，曾任三立新聞台和TVBS新聞台記者；2022年4月加入鏡電視新聞台。現任鏡電視新聞台編播中心製作人、主播、《鏡新聞調查報告》製作人兼任代班主持人及《靠鏡看中國》主持人兼任製作人。

## 學歷
國立政治大學新聞系

## 經歷
- 三立新聞台記者
- TVBS新聞台生活組、地方組記者
- TVBS新聞台大陸中心特派員
- TVBS新聞台編播中心資深記者

## 榮譽
曾虛白新聞獎等獲獎無數

## 主持節目及播報時段
- 代班主持平日《鏡新聞調查報告》
- 周六《靠鏡看中國》

## 外部連結
- 鏡新聞主播-廖雅玉